# Berek (Bośnia i Hercegowina)
Berek (cyr. Берек) – wieś w Bośni i Hercegowinie, w Republice Serbskiej, w gminie Gradiška. W 2013 roku liczyła 412 mieszkańców.